# Sam Crawford
Pour les articles homonymes, voir Crawford.
Sam Crawford, né le 18 avril 1880 à Wahoo dans le Nebraska et mort le 15 juin 1968, était un joueur des ligues majeures de baseball entre 1899 et 1917. Il passa quatre saisons avec les Reds de Cincinnati avant d'aller aux Tigers de Détroit. Wahoo Sam, comme il était surnommé, tient toujours les records des ligues majeures pour les triples (309 dans sa carrière), coups de circuit sur frappe intérieur en une saison (12) et dans une carrière (51). Ed Barrow, qui managea Crawford deux saisons à Détroit puis transforma Babe Ruth en champ extérieur comme manager général des Yankees, a déclaré : « Il n'y a jamais eu de meilleur batteur que Crawford. »

## Palmarès
- Meilleur total de coups de circuit sur frappe intérieur (51)
- Meilleur total de triples (309)
- 2961 coups sûrs (28e)
- Moyenne au bâton de 0,309 (74e)
- Élu au temple de la renommée du baseball en 1957